# Senecio subruncinatus
Senecio subruncinatus là một loài thực vật có hoa trong họ Cúc. Loài này được (Wedd.) Greenm. miêu tả khoa học đầu tiên năm 1923.